# Monticaño
Monticaño es una aldea española, actualmente despoblada, que forma parte de la parroquia de Pastoriza, del municipio de Arteijo, en la provincia de La Coruña.

## Demografía
| Gráfica de evolución demográfica de Monticaño entre 2000 y 2018 |
|                                                                 |
| Datos según el nomenclátor publicado por el INE.                |